# Estação Hospital del Henares

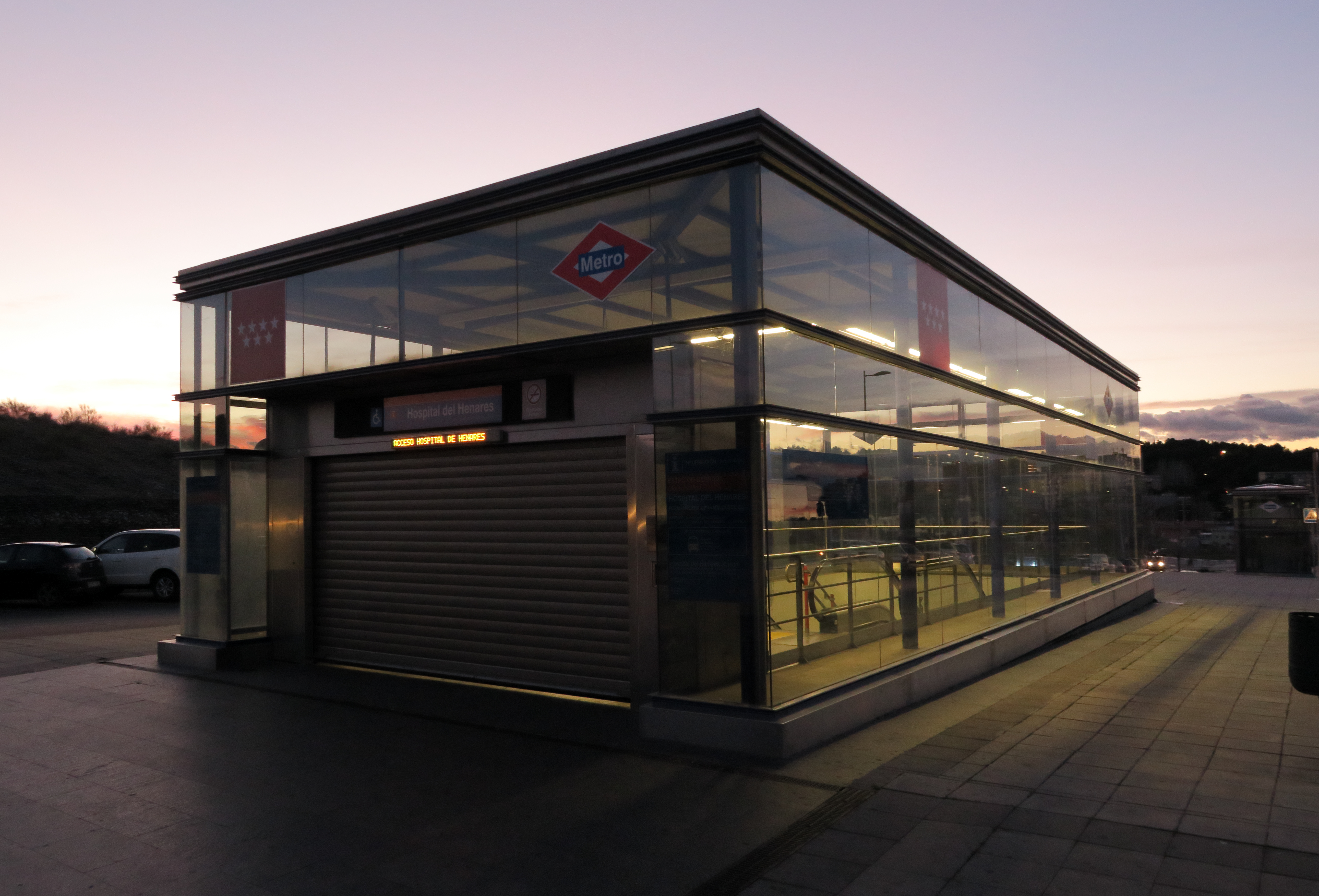
Acesso a estação.

Hospital del Henares é uma estação da Linha 7 do Metro de Madrid.

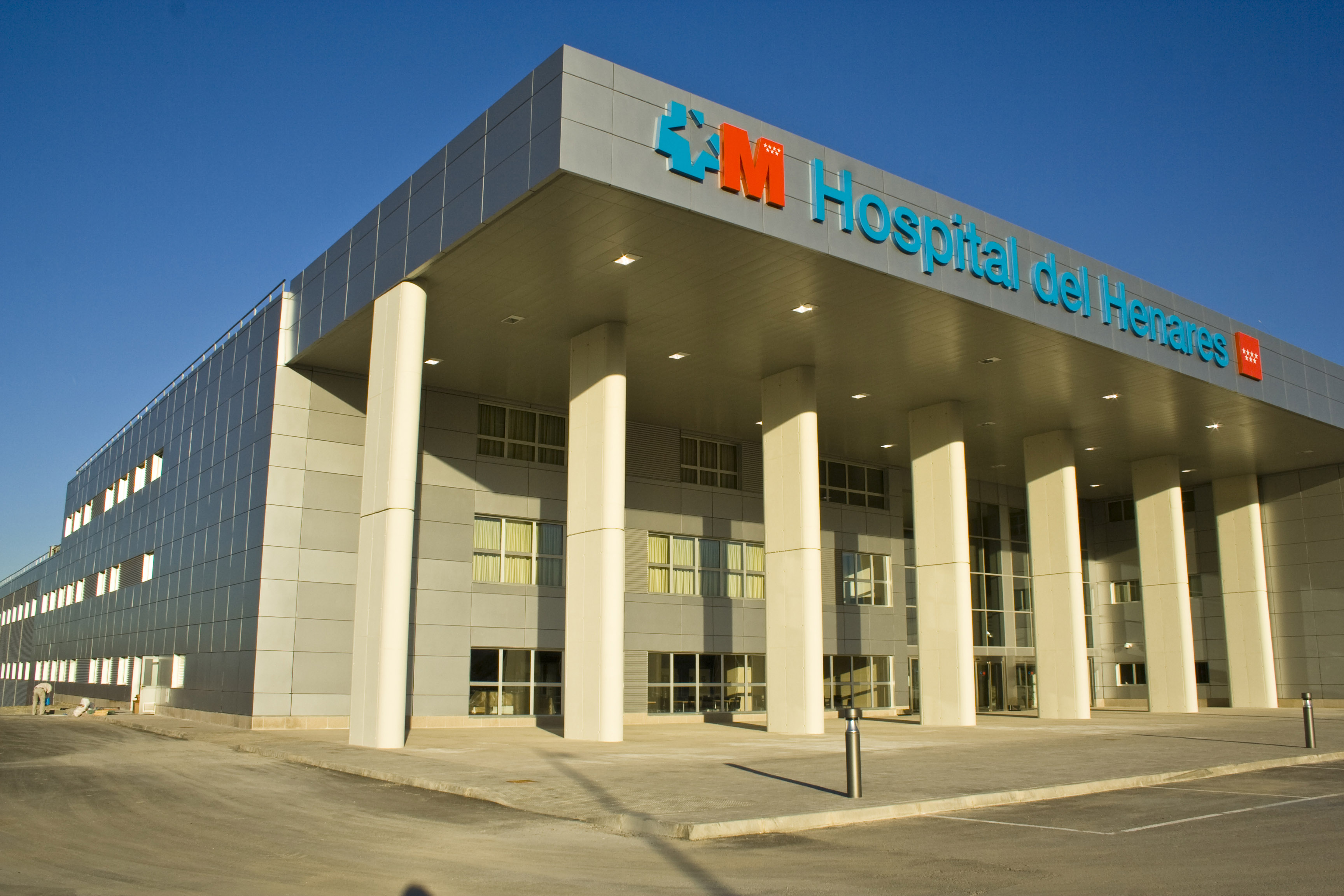
Hospital del Henares.

A estação foi inaugurada em 5 de maio de 2007,e entrou em operação em 11 de fevereiro de 2008, com a abertura do Hospital ao público.